# Брендон Флаверс
Брендон Річард Флаверс (англ. Brandon Richard Flowers, нар. 21 червня 1981, Гендерсон, США) — американський співак, композитор, музикант-мультиінструменталіст, лідер рок-групи The Killers.

## Дискографія
Сольні альбоми
- Flamingo (2010)
- The Desired Effect (2015)

## Концертні тури
- Flamingo Road Tour (2010)
- The Desired Effect Tour (2015)

## Нагороди і номінації
Брендон Флверс був нагороджений Q Idol Award.
The Killers по сім разів були номіновані на Греммі та BRIT Awards та двічі на World Music Awards.